# التقسيم الإداري للدولة العثمانية

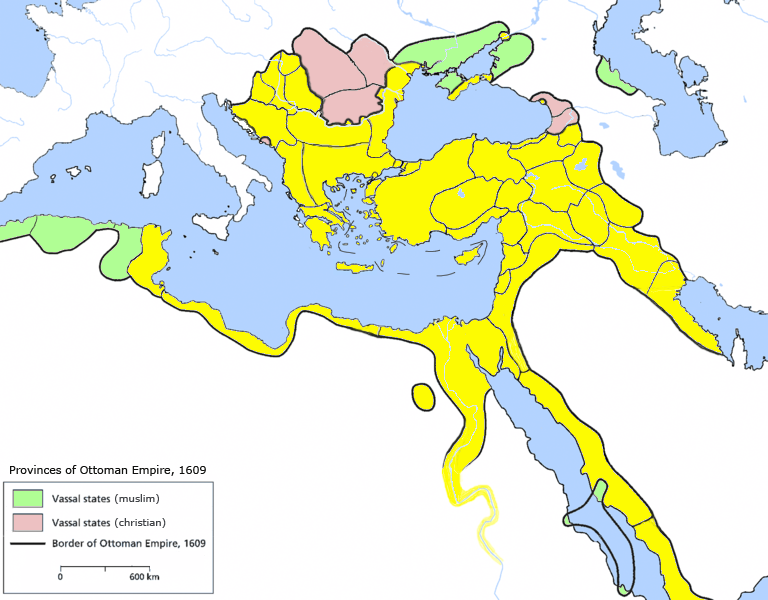
مقاطعات الدولة العثمانية و الدول التابعة لها

التقسيمات الإدارية للإمبراطورية العثمانية كانت هي التقسيمات الإدارية التي تنظم الدولة العثمانية. و كان خارج هذا النظام أنواع مختلفة من دول تابعة و روافد.
كانت التقسيمات الإدارية قائمة على الوظائف الإدارية المدنية والعسكرية والتنفيذية.

## في الشرق الأوسط
كانت الدولة العثمانية تنقسم إلى ولايات يحكم كل منها والٍ، وتنقسم كل ولاية إلى ألوية (أو سناجق) يحكم كلًا منها متصرف، وينقسم كل سنجق إلى أقضية (جمع قضاء)، يسمى حاكم كل منها قائمقام، وينقسم كل قضاء بدوره إلى نواحٍ، يرأس كل ناحية منها مدير يكون في الأغلب من أبناء الناحية، ثم تنقسم النواحي إلى القسم الأصغر وهو القرى، التي يرأس كلًا منها مختار أو شيخ.